# Seung Sahn
Seung Sahn (1. srpna 1927 Sunčchon – 30. listopadu 2004 Soul; rodným jménem Duk-in Lee) byl 78. mistrem v korejské tradici buddhismu, mistrem školy Kwan Um a prvním korejským zenovým mistrem, který učil na Západě.

## Život
Narodil se protestantským rodičům v tehdy okupované Koreji. Roku 1944 se zapojil do korejského hnutí za nezávislost, krátce byl vězněn, hrozil mu dokonce trest smrti. Po propuštění ukradl rodičům peníze s cílem překročit mandžuskou hranici a vstoupit do Svobodné korejské armády. Tento pokus se stal neúspěšným.
Po skončení druhé světové války studoval západní filosofii na univerzitě. Poté se poprvé setkává s buddhismem prostřednictvím Diamantové sútry. V říjnu roku 1948 přijímá jméno Seung Sahn či jinou formou Dae Son Sa Nim (Velký zenový mistr).
Roku 1953 byl povolán do armády Korejské republiky. Roku 1957 je jmenován opatem chrámu Hwa Gae Sah v Soulu. Jeho aktivity napomohly diplomatickým vztahům mezi Japonskem a (Jižní) Koreou. Následně zakládá chrámy zejména ve Spojených státech amerických (Providence, Los Angeles, New York), dále v Polsku i dalších zemích.
Roku 1983 zakládá zenovou školu Kwan Um.
Od 90. let trpěl různými zdravotními problémy.

## Dílo
- Zenový kompas
- Odklepávání popela na Buddhu
- Celý svět je jedna květina
- Deset bran: Kong-anové učení zenového mistra Seung Sahna